# Sunnersbergs socken
Sunnersbergs socken i Västergötland ingick i Kållands härad, uppgick 1969 i Lidköpings stad och området ingår sedan 1971 i Lidköpings kommun och motsvarar från 2016 Sunnersbergs distrikt.
Socknens areal är 32,43 kvadratkilometer varav 32,35 land. År 2000 fanns här 674 invånare. Sockenkyrkan Sunnersbergs kyrka ligger i socknen.

## Administrativ historik
Socknen har medeltida ursprung. 
Vid kommunreformen 1862 övergick socknens ansvar för de kyrkliga frågorna till Sunnersbergs församling och för de borgerliga frågorna bildades Sunnersbergs landskommun. Landskommunen uppgick 1952 i Norra Kållands landskommun som 1969 uppgick i Lidköpings stad som 1971 ombildades till Lidköpings kommun. Församlingen utökades 2002.
1 januari 2016 inrättades distriktet Sunnersberg, med samma omfattning som församlingen hade 1999/2000.  
Socknen har tillhört län, fögderier, tingslag och domsagor enligt vad som beskrivs i artikeln Kållands härad. De indelta soldaterna tillhörde Västgöta-Dals regemente, Kållands kompani.

## Geografi
Sunnersbergs socken ligger norr om Lidköping på sydöstra Kålland med Vänern och Kinneviken i öster. Socknen är en småkuperad slättbygd med en brant kust som är skogrik.

## Fornlämningar
Från bronsåldern finns spridda gravar. Från järnåldern finns tio gravfält där fyndet Fröslundasköldarna påträffats.

## Namnet
Namnet skrevs 1291 Sundräsbyärgh och kommer från en bebyggelse vid kyrkan. Efterleden är berg och syftar på höjden där kyrkan är belägen. Förleden har oklar tolkning.